# ライフ with マイキー
『ライフ with マイキー』（原題：Life with Mikey）は、1993年に公開されたアメリカ合衆国の映画。主演はマイケル・J・フォックス。

## キャスト
※括弧内は日本語吹替。
- マイケル・チャップマン - マイケル・J・フォックス（山寺宏一）
- アンジー - クリスティナ・ヴィダル（坂本真綾）
- エド - ネイサン・レイン（玄田哲章）
- ジーナ - シンディ・ローパー（吉田理保子）
- バリー - デヴィッド・クラムホルツ（結城比呂）
- コーコラン社長 - デヴィッド・ハドルストン（富田耕生）
- - ヴィクター・ガーバー
- - クリスティーン・バランスキー
- - ポーラ・ガーセス
- - キャスリーン・マクネニー

## スタッフ
- 監督：ジェームズ・ラパイン
- 製作：テリー・シュワルツ、スコット・ルーディン
- 脚本：マーク・ローレンス
- 撮影：ロブ・ハーン
- 音楽：アラン・メンケン
- 編集：ロバート・レイトン